# Urlaub vom Thron
Urlaub vom Thron (englisch The King’s Vacation ‚Des Königs Urlaub‘) ist eine US-amerikanische Filmkomödie unter Regie von John G. Adolfi mit George Arliss und Marjorie Gateson in den Hauptrollen. Der Film wurde von Warner Bros. produziert. Seine Premiere fand am 19. Januar 1933 in New York statt. In der Bundesrepublik Deutschland wurde er am 17. August 1963 im deutschen Fernsehen ausgestrahlt.

## Handlung
Auf König Philip wird ein Attentat verübt. Der Anschlag misslingt, der Attentäter Anderson kann festgenommen werden. In einem Gespräch mit Anderson erfährt der König, dass seine Untertanen sich unterdrückt fühlen und die Monarchie abschaffen wollen. Um weiteres Blutvergießen zu verhindern entschließt sich Philip zur Abdankung.
18 Jahre zuvor wurde Philip unerwartet zum König ernannt. Um den Thron zu besteigen, musste er seine Frau Helen und ihr gemeinsames Kind verlassen. Er heiratete die Adelige Margaret, mit der er verheiratet bleiben möchte. Margaret hat jedoch jemanden, den sie wirklich liebt und den sie nur Mr. X nennt. Sie schlägt Philip vor, Helen zu besuchen. Helen ihrerseits will verhindern, dass ihre Tochter Millicent den Mechaniker John Kent heiratet, der gesellschaftlich weit unter ihnen steht. Philip ist von John beeindruckt, kann aber Helens Ansicht nicht ändern. 
Helen wünscht sich eine Tiara und Philip macht sich widerstrebend auf den Weg, ein solches pompöses Gewand zu beschaffen. Er begegnet Margaret und verbringt den Tag mit ihr, dabei verpasst er den letzten Zug für die Rückfahrt. Er schickt Helen ein Telegramm, die beschließt, mit ihrem wohlhabenden Verehrer Mac Barstow eine Party zu besuchen. Auf dem Rückweg erfährt sie, dass Barstow wegziehen will. Zur gleichen Zeit versuchen die Royalisten in Philips Land, wieder an die Macht zu kommen. Philip will sich dem Kampf nicht anschließen.
Als sich Barstow von Helen verabschieden will, ist diese geschockt, weil sie an einen Scherz geglaubt hat. Philip erkennt, dass Helen Barstow wirklich liebt. Sie einigen sich, ihre geplante Hochzeit abzusagen. Philip sucht Margaret auf, die in der Zwischenzeit keine Besuche empfangen hat. Er ist sich sicher, dass der angebliche Liebhaber nicht existiert und kündigt sich selber als Mr. X an.

## Entstehung
Gedreht wurde der Film in den Warner-Studios in Burbank. Anton Grot oblag die künstlerische Leitung. Orry-Kelly war für das Kostümbild zuständig. Ben Silvey arbeitete als Regieassistent, Lucien Hubbard überwachte die Dreharbeiten. Leo F. Forbstein dirigierte das Vitaphone-Orchester. Die Filmplakate wurden vom Comiczeichner Otto Soglow entworfen, dem Schöpfer des Comics The Little King. In kleinen nicht im Abspann erwähnten Nebenrollen traten Betty Blythe, Charles Coleman, Paul Panzer und Leo White auf. 

## Kritiken
Das Lexikon des internationalen Films schrieb: „Leichtgewichtige Filmromanze.“
Mordaunt Hall von der The New York Times beschrieb den Film als harmlose Fabel, welche nicht besonders spannend sei, aber ein gefälliges Interesse hervorrufe.
Der Kritiker des TV Guide sah einen Film mit einer schwunglosen und schwerfälligen Geschichte und einem George Arliss mit einer lobenswerten Darstellung.